# Campeonato Capixaba de Futebol de 2014
O Campeonato Capixaba de Futebol de 2014, organizado pela Federação de Futebol do Estado do Espírito Santo (FES), foi a 98ª edição do campeonato. Teve início em 18 de janeiro, reunindo nove equipes, sendo as sete participantes do Capixaba de 2013 e as duas finalistas do Série B de 2013. O Esporte Clube Aracruz desistiu de participar do campeonato e foi rebaixado à Série B.

## Formato
Como em 2013, na primeira fase, dez equipes jogaram em turno e returno, todos contra todos. Na fase seguinte, as quatro melhores fizeram as semifinais, também em jogos de ida e de volta. Os vencedores fizeram as finais do campeonato. Os dois últimos colocados serão rebaixados. Apenas o campeão terá o direito de disputar a Copa do Brasil de 2015.

### Critérios de desempate
Os Critérios de desempate foram aplicados na seguinte ordem
1. Maior número de vitórias
2. Maior saldo de gols
3. Maior número de gols pró (marcados)
4. Confronto direto
5. Menor número no somatório de cartões vermelhos (3 pontos cada) e cartões amarelos (1 ponto cada)
6. Sorteio

## Equipes participantes
| Equipe                 | Cidade                  | Em 2013      | Estádio                    | Capacidade | Títulos (mais recente) |
| ---------------------- | ----------------------- | ------------ | -------------------------- | ---------- | ---------------------- |
| Castelo                | Castelo                 | 2° (série B) | Emílio Nemer               | 3 000      | 0 (não possui)         |
| Colatina               | Colatina                | 1º (série B) | Justiniano de Melo e Silva | 5 000      | 0 (não possui)         |
| Conilon                | Jaguaré                 | 3º (série A) | Conilon                    | 3 150      | 0 (não possui)         |
| Desportiva Ferroviária | Cariacica               | 1º (série A) | Engenheiro Araripe         | 7 500      | 17 (2013)              |
| Estrela do Norte       | Cachoeiro de Itapemirim | 8º (série A) | Estádio Sumaré             | 6 000      | 0 (não possui)         |
| Linhares               | Linhares                | 5º (série A) | Joaquim Calmon             | 2 000      | 1 (2007)               |
| Real Noroeste          | Águia Branca            | 4º (série A) | José Olímpio da Rocha      | 3 100      | 0 (não possui)         |
| São Mateus             | São Mateus              | 7º (série A) | Sernamby                   | 4 500      | 2 (2011)               |
| Vitória-ES             | Vitória                 | 6º (série A) | Salvador Costa             | 3 000      | 9 (2006)               |

## Classificação
| Turno Único | Turno Único            | Turno Único | Turno Único | Turno Único | Turno Único | Turno Único | Turno Único | Turno Único | Turno Único | Turno Único | Turno Único | Turno Único |
| Pos         | Times                  | Pts         | J           | V           | E           | D           | GP          | GC          | SG          | %           | M           |             |
| ----------- | ---------------------- | ----------- | ----------- | ----------- | ----------- | ----------- | ----------- | ----------- | ----------- | ----------- | ----------- | ----------- |
| 1           | Linhares               | 30          | 16          | 9           | 3           | 4           | 28          | 17          | 11          | 62,5        | Estável     |             |
| 2           | São Mateus             | 30          | 16          | 8           | 6           | 2           | 26          | 11          | 15          | 62,5        | Estável     |             |
| 3           | Estrela do Norte       | 29          | 16          | 8           | 5           | 3           | 22          | 13          | 9           | 60,4        | Estável     |             |
| 4           | Castelo                | 27          | 16          | 7           | 6           | 3           | 28          | 20          | 8           | 56,3        | Estável     |             |
| 5           | Vitória-ES             | 22          | 16          | 6           | 4           | 6           | 26          | 23          | 3           | 45,8        | Estável     |             |
| 6           | Desportiva Ferroviária | 21          | 16          | 6           | 3           | 7           | 21          | 22          | -1          | 43,8        | Estável     |             |
| 7           | Real Noroeste          | 21          | 16          | 5           | 6           | 5           | 20          | 19          | 1           | 43,8        | Estável     |             |
| 8           | Colatina               | 13          | 16          | 3           | 4           | 9           | 16          | 33          | -17         | 27,1        | Estável     |             |
| 9           | Conilon                | -2          | 16          | 1           | 1           | 14          | 10          | 39          | -29         | 8,3         | Estável     |             |

|  |                                     |
|  | Classificado para a Fase Final      |
|  | Rebaixado à Segunda Divisão de 2015 |

- O Conilon foi punido com a perda de 6 pontos por escalar dois jogadores irregulares e desistiu do campeonato.[5]

## Primeira fase
Para ler a tabela, a linha horizontal representa os jogos da equipe como mandante. A coluna vertical indica os jogos da equipe como visitante.